# 1383-as busz
Az 1383-as jelzésű autóbuszvonal Miskolc és Eger (Miskolc – Bükkszentkereszt – Eger) között húzódó regionális vonal, amelyet a Volánbusz Zrt. üzemeltet.

## Útvonala
A miskolci Tiszai pályaudvarról indul. Északi irányban indul el, a Soltész Nagy Kálmán utcai kereszteződésig a villamosvonallal párhuzamosan halad. Itt a 3-as főúton éri el az autóbusz-állomást (Búza tér). A Vologda utcán megy tovább nyugat felé, majd ismét a villamosvonallal párhuzamosan az Újgyőri főteret közelíti meg, innen halad tovább Diósgyőr felé. Felső-Majláthot követően a Csanyik-völgyön keresztül a nagyobb lakóövezeteket elhagyja.
Magyarország egyik legszebb táján, a Bükkön át vezet útja, északkeleti részéből a délnyugatiba. Ezek után Alsó- és Felsőhámor következik, majd a nagy népszerűségnek örvendő Lillafüred, itt ágazik el a 2513-as mellékúttól, ezzel egyidejűleg az ómassai (15-ös helyijárat) és a bánkúti (3753) autóbuszvonalaktól is. A Hámori-tavat, a Palotaszállót, a Lillafüredi-vízesést, az erdei vasút végállomását is súrolja, így érkezik Hollóstetőre és Bükkszentkereszt zsákfaluba, azután tovább kanyarog a hegység magasabb pontjai felé. A vonal 39. kilométerénél útvonalára fűzi Répáshutát, ezt követően 30 kilométeren át egy falvat sem érint. Felkeresi a Bükki Csillagdát, a Tamás-kútját, a Barátvölgyi-romot, Heves megyében kibukkanva ér az erdei állami vasúttal rendelkező Felsőtárkány következik.
Egert a felsőtárkányi úton közelíti meg, majd az Eger-Felnémet vasútállomás mellett Felnémet és Nagylapos irányába halad tovább a belvárosi buszállomására, azonban nem itt végállomásozik. Ezt a városi vasútállomáson teszi meg.

## Közlekedése
Indításai nyári idõszámítás tartama alatt szabad- és munkaszüneti napokon történnek, a miskolci üzemegység autóbuszai végzik az egy járatpárat. A tavaszi-nyári-őszi turistaforgalom ellenére helyközi szolgálatot teljesítő buszok közlekednek. Ezen az úton Budapestig tartó (1053) távolságik is megfordulnak, a megyeszékhelyeken gyorsjárati jelleggel közlekedve, Répáshuta érintése nélkül.
A két megyeszékhely ezen az úton van a legközelebb egymáshoz. Egy jóval gyorsabb összeköttetést a 3-as főúton, Nyékládháza és Mezőkövesd felé biztosítanak a Miskolc–Mezőkövesd–Eger közötti (1050, 1380, 1381) járatok.

### Csatlakozások
- Miskolc-Tiszai pályaudvaron – Budapest és Szerencs felé/felől vonatra (Budapest–Sátoraljaújhely-vasútvonal)
- Felsőhámoron – Ómassa felé/felől helyijáratra ( 15)
- Lillafüred vasútállomáson – Garadna felé/felől erdei vasútra (Miskolc-Dorottya utca–Lillafüred–Garadna-vasútvonal)
- Eger, autóbusz-állomáson – Budapest felé/felől autóbuszra ( 1050)
- Eger vasútállomáson – Budapest felé/felől vonatra (Budapest–Sátoraljaújhely-vasútvonal).

| Viszonylat                    | Indításszám | Közlekedési rend                           |
| ----------------------------- | ----------- | ------------------------------------------ |
| Miskolc-Tiszai pu. – Eger vá. | 1 pár       | nyári idõszámítás tartama alatt hétvégéken |

## Megállóhelyei
| 0  | Miskolc-Tiszai pályaudvar végállomás    | 0.0 km  | 1, 1G, 1VP, 3, 3A, 8, 12G, 21, 30, 31, 101B, 900, 901, 935 3706, 3726, 3738, 3751, 3752, 3753, 3755, 3764 IC, személyvonat – Miskolc-Tiszai [80/90/92/94.] 1, 1A, 2 |
| 1  | Miskolc, autóbusz-állomás               | 2.1 km  | 1, 1G, 3, 3A, 4, 7, 11, 12G, 20, 20A, 24, 28, 32, 34G, 35, 43, 44, 45, 101B, 900, 914, 935 1050, 1053, 1369, 1370, 1372, 1373, 1374, 1375, 1376, 1377, 1380, 1381, 1384, 1410, 1411 3700, 3701, 3702, 3703, 3704, 3705, 3706, 3707, 3708, 3709, 3710, 3711, 3712, 3714, 3715, 3716, 3717, 3718, 3719, 3720, 3721, 3722, 3723, 3724, 3726, 3727, 3728, 3729, 3730, 3731, 3733, 3734, 3735, 3736, 3737, 3738, 3739, 3740, 3741, 3742, 3743, 3744, 3745, 3746, 3747, 3748, 3749, 3750, 3751, 3752, 3753, 3754, 3755, 3757, 3760, 3761, 3764, 3765, 3766, 3767, 3770, 3772, 3773, 3774, 3775, 3776, 3777, 4019 |
| 2  | Miskolc, Petőfi tér                     | 2.8 km  | 1, 1G, 11, 12, 14, 14G, 20, 34, 34G, 36, 54, 101B, 900, 901, 914, 935 3755 |
| 3  | Miskolc, Dózsa György utca              | 3.3 km  | 1, 1G, 34, 34G, 54, 101B, 901 1053 3701, 3735, 3755 |
| 4  | Miskolc, Szent Anna tér                 | 4.3 km  | 1, 1G, 1VP, 29, 39, 54, 101B, 901 3755 1, 1A, 2 |
| 5  | Miskolc, Aba utca                       | 5.2 km  | 1, 1G, 29, 39, 54, 101B, 901 3755 |
| 6  | Miskolc, Zoltán utca                    | 5.7 km  | 1, 1G, 29, 39, 54, 101B, 901 3755 |
| 7  | Miskolc, Újgyőri főtér                  | 7.0 km  | 1, 1G, 1VP, 6, 9, 16, 19, 21, 21G, 29, 39, 53, 54, 68, 101B, 901 1053 3753, 3755, 3756 1, 1A, 2 |
| 8  | Miskolc, Bulgárföld                     | 8.3 km  | 1, 1G, 1VP, 6, 53, 54, 901 3755 1, 1A |
| 9  | Miskolc, Diósgyőri Gimnázium            | 8.9 km  | 1, 1G, 1VP, 53, 54, 901 3755 1, 1A |
| 10 | Miskolc, Táncsics tér                   | 9.8 km  | 1, 1G, 21, 53, 54, 101B, 901 3755 |
| 11 | Miskolc (Diósgyőr), városközpont        | 10.3 km | 1, 1G, 1VP, 15, 21, 53, 54, 101B 3755 1 |
| 12 | Miskolc (Diósgyőr), Felső-Majláth       | 11.5 km | 1, 1G, 1VP, 5, 15, 21, 53, 54, 101B, 901, ZOO 1053 3753, 3755 1 |
| 13 | Miskolc (Diósgyőr), papírgyár           | 12.7 km | 1, 1VP, 5, 15, 53, 54, ZOO 3755 |
| 14 | Miskolc, Majális-park                   | 13.1 km | 1, 1VP, 5, 15, 53, 54, 901, ZOO 3755 |
| 15 | Miskolc, Csanyik-völgy                  | 13.7 km | 5, 15 1053 3755 |
| 16 | Miskolc, Felsőhámor                     | 15.3 km | 5, 15 1053 3753, 3755 |
| 17 | Miskolc, Lillafüred vasútállomás        | 16.7 km | 5, 15 1053 3755 Miskolc-Dorottya utca–Lillafüred–Garadna-vasútvonal |
| 18 | Miskolc (Lillafüred), 5-ös végállomás   | 17.8 km | 5, 15 1053 3755 |
| 19 | Hollóstető, turistaház                  | 23.3 km | 1053 3755 |
| 20 | Rókafarm                                | 24.2 km | 1053 3755 |
| 21 | Bükkszentkereszt, Kis-hollós            | 26.6 km | 1053 3755 |
| 22 | Bükkszentkereszt, Borostyán Étterem     | 26.9 km | 1053 3755 |
| 23 | Bükkszentkereszt, autóbusz-forduló      | 27.6 km | 1053 3755 |
| 24 | Bükkszentkereszt, Borostyán Étterem     | 28.3 km | 1053 3755 |
| 25 | Bükkszentkereszt, Kis-hollós            | 28.6 km | 1053 3755 |
| 26 | Rókafarm                                | 31.0 km | 1053 3755 |
| 27 | Hollóstető, turistaház                  | 31.9 km | 1053 3755 |
| 28 | Rejteki munkásszállás                   | 35.1 km | 1053 3755 |
| 29 | Pénzpataki őrház                        | 36.8 km | 1053 3755 |
| 30 | Répáshutai elágazás                     | 38.7 km | 1053 3755 |
| 31 | Répáshuta, erdészet                     | 40.1 km | 3755 |
| 32 | Répáshuta, községháza                   | 40.5 km | 3755 |
| 33 | Répáshuta, Kossuth utca 75.             | 41.2 km | 3755 |
| 34 | Répáshuta, községháza                   | 41.9 km | 3755 |
| 35 | Répáshuta, erdészet                     | 42.3 km | 3755 |
| 36 | Répáshutai elágazás                     | 43.7 km | 1053 3755 |
| 37 | Répáshuta, Bükki Csillagda              | 46.3 km | 1053 3755 |
| 38 | Répáshutai útőrház                      | 47.3 km | 1053 |
| 39 | Bánya-hegyi elágazás                    | 48.9 km | 1053 |
| 40 | Hárskúti elágazás                       | 52.5 km | 1053 |
| 41 | Pazsag turistaház bejárati út           | 54.2 km | 1053 |
| 42 | Tamás-kútja                             | 56.3 km | 1053 |
| 43 | Barátvölgyi rom                         | 63.4 km | 1053 |
| 44 | Felsőtárkány, csárda                    | 65.6 km | 1053 3405, 3435 |
| 45 | Felsőtárkány, fűtőház                   | 66.1 km | 1053 3405, 3414, 3435 |
| 46 | Felsőtárkány, Fő utca 324.              | 66.6 km | 3405, 3414, 3435 |
| 47 | Felsőtárkány, autóbusz-váróterem        | 67.6 km | 1053 3405, 3414, 3435 |
| 48 | Felsőtárkány, Mészégető                 | 68.7 km | 1053 3405, 3414, 3435 |
| 49 | Felsőtárkány, Fő utca 8.                | 69.2 km | 3405, 3414, 3435 |
| 50 | Eger, Vállalkozói Park                  | 71.5 km | 3405, 3414, 3435 |
| 51 | Eger (Felnémet), Sánc út                | 72.2 km | 4, 14, 14E, 16, 914 3405, 3414, 3435 |
| 52 | Eger (Felnémet), Tárkányi út            | 72.6 km | 4, 14, 14E, 16, 914 3405, 3414, 3435 |
| 53 | Eger (Felnémet), felsőtárkányi elágazás | 73.2 km | 4, 11, 14, 14E, 16, 914 1053 3400, 3402, 3403, 3404, 3405, 3408, 3409, 3410, 3411, 3412, 3414, 3435, 3481, 4157 |
| 54 | Eger, Nagylapos                         | 74.2 km | 4, 11, 14, 14E, 16, 914 1053, 1054 3400, 3402, 3403, 3404, 3405, 3408, 3409, 3410, 3411, 3412, 3414, 3435, 3481, 4157 |
| 55 | Eger, Shell kút                         | 74.8 km | 4, 7, 11, 12, 13, 14, 14E, 17, 112, 113, 914 3410, 3414, 3435, 3454, 4157 |
| 56 | Eger, Kővágó tér                        | 75.4 km | 4, 7, 11, 13, 14, 14E, 17, 113 1051, 1053, 1054 3400, 3402, 3403, 3404, 3408, 3409, 3410, 3411, 3412, 3435, 3454, 3481, 4157 |
| 57 | Eger, Garzonház                         | 75.7 km | 4, 7, 13, 14, 14E, 17, 113 3410, 3435, 3454, 4157 |
| 58 | Eger, Bartakovics út                    | 76.9 km | 4, 13, 113 1347, 1349, 1351, 1352, 1447 3400, 3402, 3403, 3404, 3408, 3409, 3410, 3411, 3412, 3435, 3454, 3470, 3471, 3472, 3473, 3474, 3476, 3479, 3481, 3482, 3483, 3484, 3488, 4157 |
| 59 | Eger, autóbusz-állomás                  | 77.9 km | 2, 2A, 4, 5, 5A, 6, 7, 7A, 11, 12, 14, 14E, 16, 17, 112, 914 1049, 1050, 1051, 1053, 1054, 1343, 1344, 1346, 1347, 1348, 1349, 1351, 1352, 1362, 1380, 1426, 1427, 1447, 1448, 1466, 1468, 1517 3400, 3402, 3403, 3405, 3406, 3407, 3408, 3409, 3410, 3411, 3412, 3414, 3415, 3416, 3417, 3418, 3419, 3420, 3423, 3424, 3426, 3430, 3431, 3432, 3433, 3434, 3435, 3440, 3441, 3442, 3443, 3444, 3445, 3446, 3448, 3450, 3455, 3456, 3457, 3458, 3462, 3469, 3470, 3471, 3472, 3473, 3474, 3476, 3479, 3480, 3481, 3482, 3483, 3484, 3488, 3604, 3660, 3667, 4012, 4014, 4015, 4021, 4157                   |
| 60 | Eger vasútállomás végállomás            | 79.7 km | 11, 12, 13, 14, 14E, 112, 113 1050, 1051, 1053, 1054, 1343, 1346, 1348, 1362, 1380, 1427, 1466, 1517 3400, 3402, 3408, 3410, 3411, 3414, 3423, 3424, 3426, 3430, 3431, 3432, 3433, 3434, 3435, 3436, 3440, 3441, 3442, 3443, 3444, 3445, 3446, 3448, 3472, 3479, 3482, 3484, 3667, 4011, 4015, 4157 Agria InterRégió, személyvonat – Eger [87/87a] |